# 大谷幸
大谷幸（1957年5月1日—）是日本的男性作曲家、編曲家、鋼琴家，日本東京都出身。

## 概要
日本大學藝術學院作曲系畢業，先後加入了日本樂團Party、Dang Gang Brothers Band擔任鋼琴手。當時除了樂團活動外，也為真田廣之、澤田聖子、時任三郎等藝人提供樂曲、編曲。
樂團活動停止後，除了支援南方之星、美夢成真、井上陽水、河口恭吾、松田聖子等藝人的演唱會、錄音編曲，亦展開個人的鋼琴獨奏會、海外音樂會等活動。也是流行音樂、連續劇配樂、電影配樂、動畫音樂的作曲家、音樂製作人，音樂類型遍及古典、搖滾、爵士、電子舞曲（Techno）、嘻哈音樂等。
2006年3月，负责配乐的《汪達與巨像》赢得了GDC年度最佳游戏奖，大谷幸也获得很高的声誉。

## 作品情報

### 專輯
- （2005年1月14日）
- （2007年7月25日）

### 動畫
- 最終教師（恐怖のバイオ人間 最終教師，1988年）
- 城市獵人系列（シティーハンター）
  - 城市獵人2（1988年）非主創 部份曲目
  - 城市獵人3（1989年）非主創 部份曲目
- 頑皮熊（シートン動物記，1989年）
- 閃電霹靂車系列（新世紀GPXサイバーフォーミュラ）
  - 閃電霹靂車（1991年）
  - 閃電霹靂車11（OVA，1992年）
  - 閃電霹靂車ZERO（OVA，1994年）
  - 閃電霹靂車EARLYDAYS RENEWAL（OVA，1996年）
- 警花逮捕令系列（逮捕しちゃうぞ）
  - 警花逮捕令（1994年）
  - 警花逮捕令Second Season（2001年）
  - 特別篇2-YOU'RE UNDER ARREST（2002年）
- 新機動戰記GUNDAM W系列（新機動戦記ガンダムW）
  - 新機動戰記GUNDAM W（1995年）
  - 新機動戰記GUNDAM W Operation Meteor（新機動戦記ガンダムWオペレーション·メテオ，1996年）
  - 新機動戰記GUNDAM W Operation Meteor II（1996年）
  - 新機動戰記GUNDAM W 無盡的華爾茲（OVA 新機動戦記ガンダムW Endless Waltz，1997年）
  - 新機動戰記GUNDAM W 無盡的華爾茲-特別篇-（1998年）
- 鐵腕女警（鉄腕バーディー，1996年）
- BRONZE ZETSUAI since 1989（1996年）
- 魔域幽靈（ヴァンパイアハンター The Animated Series，1997年）
- 天地無用! 盛夏的聖誕夜（天地無用!真夏のイヴ，1997年）
- 星方武俠（星方武侠アウトロースター，1998年）
- 龍族傳說（ポポロクロイス物語，1998年）
- 狂野歷險 Twilight Venom（ワイルドアームズTV，1999年）
- 魂狩（2001年）
- 機獸新世紀ZERO（ゾイド新世紀/ゼロ，2001年）
- （2001年）
- （2001年）
- 灰羽連盟（2002年）
- 魔法少年賈修（2003年）
- 魔法少年賈修：第101個魔物（劇場版 金色のガッシュベル!! 101番目の魔物，2004年）
- 光與水的女神（光と水のダフネ，2004年）
- 新暗行御史（2004年）
- 光速蒙面俠21（アイシールド21，2005年）
- 灼眼的夏娜（灼眼のシャナ）
  - 灼眼的夏娜（2005年）
  - 劇場版-灼眼的夏娜（2007年）
  - 灼眼的夏娜II（2007年）
  - 灼眼的夏娜III（2011年）
- 吉永家的石像怪（吉永さん家のガーゴイル，2006年）
- 非戰特攻隊（パンプキン·シザーズ，2006年）
- 天保異聞 妖奇士（2006年）
- 帝托拉傳奇（デルトラ·クエスト，2007年）
- 鐵馬少年（オーバードライブ -Over Drive-，2007年）
- 神槍少女 -IL TEATRINO-（GUNSLINGER GIRL-IL TEATRINO-，2008年）
- 無限之住人（2008年）
- 東京地震8.0（2009年）
- 薄櫻鬼（2010年）
- 戰國鬼才傳（2011年）
- Another（2012年）
- 人類衰退之後（2012年）
- 僵尸少女的災難（2018年）
- 賢者之孫（2019年）
- 數碼寶貝幽靈遊戲（2021年）
- 薔薇王的葬隊（2022年）

### 遊戲
- PHILOSOMA（英语：Philosoma）（PC Game，1995年）
- 翔空之旅（日语：スカイオデッセイ）（PS2，2001年）
- 超時空要塞Macross（PS2，2003年）
- 汪達與巨像 大地的咆哮（PS2，2005年）
- 戰國BASARA3（PS3、Wii，2010年）

### 電影
- （1987年）
- （1988年）
- （1988年）
- （1990年）
- 中日南北和（香港電影，胡大為導演，徐克監製，1990年）
- （1991年）
- （1991年）
- （1991年）
- 就職戰線異常女人（就職戦線異状なし，1991年）
- （1991年）
- （1992年）
- The 初中教師（ザ·中学教師，1992年）
- 未來的回憶（未来の想い出 Last Christmas，1992年）
- 夜逃屋本舖系列（夜逃げ屋本舗）
  - 夜逃屋本舖（1992年）
  - 夜逃屋本舖2（1993年）
  - 夜逃屋本舖3（1995年）
- 去國會吧！（国会へ行こう!，1993年）
- 畢業旅行（卒業旅行 ニホンから来ました，1993年）
- （1994年）
- 每天都是暑假（毎日が夏休み，1994年）
- 沒有駕照（免許がない!，1994年）
- 平成卡美拉三部曲
  - 卡美拉 大怪獸空中決戰（ガメラ 大怪獣空中決戦，1995年）
  - 卡美拉2 雷吉翁襲來（ガメラ2 レギオン襲来，1996年）
  - 卡美拉3 邪神覺醒（ガメラ3 邪神覚醒，1999年）
- 學校怪談3（学校の怪談3，1997年）
- F（1998年）
- 火女大魔咒（クロスファイア，2000年）
- 哥吉拉·摩斯拉·王者基多拉 大怪獸總攻擊（ゴジラ·モスラ·キングギドラ 大怪獣総攻撃，2001年）
- 化妝師（化粧師 KEWAISHI，2001年）
- （2001年）
- 精靈流（精霊流し，2003年）
- （福耳，2003年）
- 丹下左膳之百萬兩之壺（丹下左膳 百万両の壺，2004年）
- （2005年）
- amoretto（アマレット，2005年）
- 守靈夜狂想曲（寝ずの番，2006年）
- 只有你聽到CALLING YOU（きみにしか聞こえない，2007年）

### 電視連續劇
- 晨間小說連續劇（1998年）
- 夜逃屋本舖系列
  - 夜逃屋本舖（1999年）
  - 新夜逃屋本舖（2003年）
- 朝日電視台（2000年）
- （2003年）
- （2007年）

### 電視節目
全能住宅改造王（大改造!!剧的ビフォーアフター，2002年，主题曲编曲）

## 外部連結
- （日語）大谷幸Blog （页面存档备份，存于） at ameblo
- （英文）Kow Otaniat MusicBrainz